# لاري أليوت
لاري أليوت (بالإنجليزية: Larry Elliot)‏ هو لاعب كرة قاعدة أمريكي، ولد في 5 مارس 1938 في سان دييغو في الولايات المتحدة.

## وصلات خارجية
- لاري أليوت على موقعبيزبول رفرنس.كوم (الدوري الرئيسي) (الإنجليزية)